# Hans Rohde (Offizier)
Hans Rohde (* 27. Oktober 1888 in Roggen, Kreis Neidenburg; † 30. April 1954 auf Pellworm) war ein deutscher Generalleutnant und Militärattaché sowie aktiver Offizier der Streitkräfte des Osmanischen Reiches. In dieser Funktion nahm er am Ersten Balkankrieg und später auf deutscher Seite am Ersten Weltkrieg teil.

## Berufliche Laufbahn
Rohde wurde 1906 Fähnrich in der Preußischen Armee. 1910 wurde er auf Einladung von İzzet Pascha, dem damaligen Generalstabschef der osmanischen Streitkräfte, als deutscher Oberleutnant zusätzlich osmanischer Offizier im Dienstgrad eines Leutnants. Bei Ausbruch des Ersten Balkankrieges 1912 war Rohde als Ausbilder in Palästina stationiert. Sowohl die Regierungen sowohl des Deutschen Kaiserreichs als auch des Osmanischen Reiches untersagten den zu diesem Zeitpunkt in osmanischen Diensten stehenden deutschen Offizieren die Teilnahme am Krieg. Wie einige andere Offiziere auch, begab Rohde sich auf eigene Faust an die Front und erreichte durch Fürsprache İzzet Pascha, dass Nazım Pascha ihm eine Sondererlaubnis erteilte, als Generalstabsoffizier dienen zu dürfen. Rohde diente an der Dardanellenfront und ließ sich im Mai 1913 nach Istanbul versetzen, wo er als Hauptmann aus osmanischen Diensten ausschied und nach Deutschland zurückkehrte. Am Zweiten Balkankrieg nahm er nicht teil.
Am Ersten Weltkrieg nahm Rohde zunächst als Kompaniechef an der Ostfront teil (zuletzt Infanterie-Regiment Nr. 129), bevor er 1917 erneut als Verbindungsoffizier ins Osmanische Reich entsandt wurde.
Nach Kriegsende blieb Rohde Offizier der Reichswehr in Stabsverwendung und erhielt zusätzlich eine diplomatische Zusatzausbildung. Nach dieser Vorbereitung wurde er 1935 zunächst erneut als Verbindungsoffizier und Instruktionsoffizier an der Kriegsschule in die Türkei kommandiert und 1936 zum Militärattaché zur Vertretung in der Türkei, Griechenland und im Iran mit Dienstsitz in Ankara ernannt. Dort arbeitete er in dieser Funktion auch während des Zweiten Weltkrieges bis August 1944 und erreichte zuletzt den Dienstgrad eines Generalleutnants.
Nach Kriegsende zog Rohde mit seiner Frau 1947 nach Pellworm, wo er 1954 verstarb.

## Publizistische Tätigkeit
Hans Rohde trat außerdem auch als Autor militärfachlicher Schriften und von Beiträgen zur aktuellen internationalen Politik in Erscheinung. Beginnend 1913, verfasste er mehrere Bücher über seine persönlichen Erfahrungen im Balkankrieg und seine militärische Bewertung des Kriegsverlaufs. In späteren Jahren wurde er mit mehreren Veröffentlichungen zur Türkei bekannt. In der Zwischenkriegszeit konzentrierte sich Rohde auf Beiträge zur internationalen Rüstungspolitik.

## Nachlass
Der Nachlass von Hans Rohde wird im Bundesarchiv aufbewahrt.

### Schriften (Auswahl)
- Meine Erlebnisse im Balkankrieg und kleine Skizzen aus dem türkischen Soldatenleben Charlottenburg 1913
- Die Operationen an den Dardanellen im Balkankriege 1912/13. Berlin 1914
- Die Ereignisse zur See und das Zusammenwirken von Heer und Flotte im Balkankrieg 1912/13. Berlin 1914
- Das Deutschtum in Syrien und Palästina. In: Süddeutsche Monatshefte, 12. Jahrgang, Heft 12, September 1915, S. 899–906
- Deutschland in Vorderasien Berlin 1916
- Der Kampf um Asien, Band 1: Der Kampf um Orient und Islam, Stuttgart 1924
- Der Kampf um Asien, Band 2: Der Kampf um Ostasien und den Stillen Ozean Stuttgart 1926
- Der Offizier des Reichsheeres Berlin 1929.
- Italien und Frankreich in ihrer politischen, militärischen und wirtschaftlichen Gegensätzen Berlin 1931
- Deutsch-französische Machtfaktoren, 2 Bände, Berlin 1932
- Der Herriot-Plan zur Abrüstungsfrage – Was Frankreich mit ihm bezweckt und was er bedeutet Berlin 1933
- Französische „Geschichtsauffassung“ und Propaganda in der Abrüstungsfrage. Berlin 1934